# Bamberton Park
Bamberton Park är en park i Kanada.   Den ligger i Cowichan Valley Regional District och provinsen British Columbia, i den sydvästra delen av landet, 3 600 km väster om huvudstaden Ottawa. Bamberton Park ligger 88 meter över havet.
Terrängen runt Bamberton Park är kuperad söderut, men norrut är den platt. Havet är nära Bamberton Park åt nordost. Runt Bamberton Park är det tätbefolkat, med 570 invånare per kvadratkilometer.. Närmaste större samhälle är Saanich, 13,1 km sydost om Bamberton Park. 
I omgivningarna runt Bamberton Park växer i huvudsak barrskog.